# Papa Sotero
Sotero (em grego: Σωτήρ, Soter, em latim: Soterius) foi o 12º papa da igreja cristã romana entre 166 e 174.
De origem grega, Sotero nasceu em Nápoles e sucedeu a Aniceto. Conhece-se muito pouco deste papa, a não ser que seu pontificado foi marcado por seu zelo pela doutrina e pelas obras sociais.
Tradicionalmente é lembrado pelos católicos por ter enviado esmolas para muitas igrejas em todas as cidades.
O pontificado de Sotero coincide com o governo romano de Marco Aurélio, o "imperador filósofo", sob o qual foram cruelmente perseguidos os cristãos. Datam dessa época os martírios de Felicidade e Perpétua, de Justino, de Policarpo de Esmirna — todos estes canonizados pela Igreja — e de milhares de fiéis.
De uma carta de Dionísio, bispo de Corinto: "precisamos e apreciamos hoje a grande caridade do papa Sotero para com os perseguidos, seus cuidados paternais em época tão difícil".
Também Sotero foi martirizado. Sepultado no Vaticano, foi seu corpo mais tarde transferido para a igreja de San Martino ai Monti.
Em seu pontificado, opôs-se com rigor aos hereges montanistas. Coibindo um abuso que, por influência herética, ia-se introduzindo nas comunidades, proibiu às que mulheres tocassem nos vasos e ornamentos sagrados e que oferecessem incenso durante as cerimônias.
Suas cartas às demais Igrejas eram guardadas e lidas com veneração, como atesta Eusébio ao se referir à resposta de Dionísio, bispo de Corinto: faremos da mesma forma como ainda fazemos com a carta de Clemente (lida ainda após 70 anos) e assim nos aprovisionaremos com a abundância de melhores ensinamentos.
Sotero é celebrado pela Igreja Católica (como São Sotero) em 22 de abril, dia em que foi martirizado no circo romano.